# Дневной геккон Ньютона
Дневной геккон Ньютона (лат. Phelsuma edwardnewtoni) — вымерший вид гекконов из рода фельзум, обитавший на острове Родригес (Маскаренские острова) и мелких соседних островах.
Согласно описаниям путешественников-натуралистов, посещавших Родригес в XVII—XVIII вв., этот крупный (до 30 см), ярко-зелёного цвета с голубыми пятнами геккон, способный (по некоторым свидетельствам) менять окраску, был многочисленным видом, обитал на кокосовых пальмах и латаниях, кроме насекомых, охотно поедал фрукты и совершенно не боялся людей.
На острове Родригес полностью вымер к 1874 году, а на соседнем острове Фрегат последние два экземпляра были добыты в 1917 году (находятся в коллекции Музея естественной истории в Париже). В 1960—1970-е годы несколько научных экспедиций целенаправленно искало этих ящериц на Родригесе и на всех сопредельных островах, но безрезультатно.
Считается, что вид истребили завезённые на острова человеком крысы и домашние кошки. В мире сохранилось всего шесть музейных экземпляров (и кости скелетов около 100 особей).

## Синонимы
- Phelsuma newtoni Boulenger 1884
- Phelsuma edwardnewtoni Kluge 1993
- Phelsuma edwardnewtoni Rösler 2000